# Girolamo Fracastoro
Girolamo Fracastoro (Verona, 1478 circa – Incaffi, 6 agosto 1553) è stato un medico, filosofo, astronomo e umanista italiano.
Si occupò anche di letteratura, geografia e botanica. Viene considerato il fondatore della moderna patologia, e precursore per certi aspetti di Koch e Pasteur. Il suo nome è legato allo studio di malattie quali sifilide e rabbia.

## Biografia

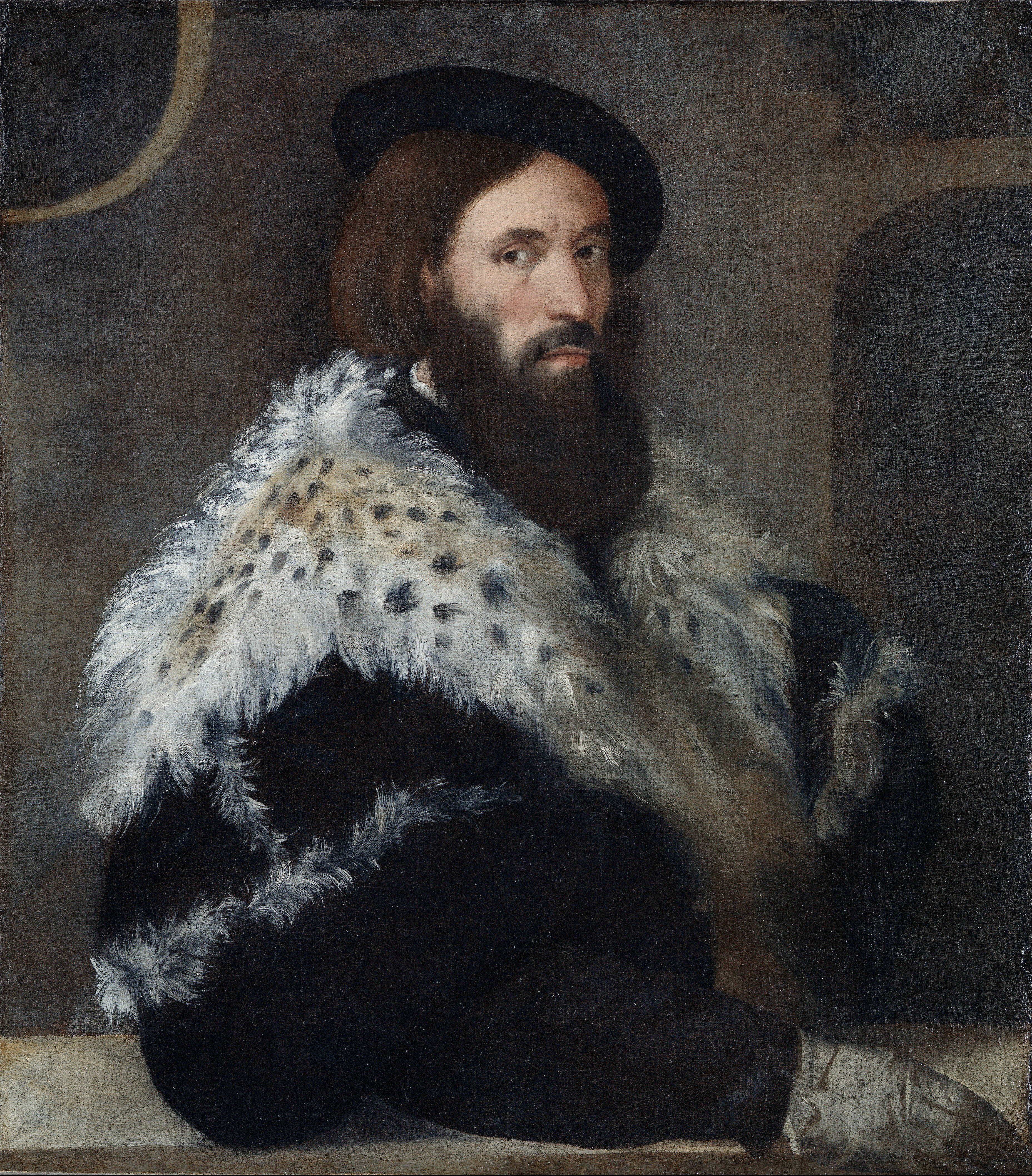
Ritratto di Girolamo Fracastoro (Tiziano, 1528 circa)

### Le origini e la famiglia
Girolamo Fracastoro nacque attorno al 1478 a Verona, penultimo di sette fratelli. Era affetto da una malformazione congenita alle labbra tanto da necessitare, appena nato, dell'intervento di un chirurgo. Per quei tempi, essere sopravvissuto a tale patologia era in genere ritenuto segno di protezione divina. Si racconta anche che un fulmine avesse colpito la madre, Camilla Mascarelli, mentre lo teneva in braccio, ma egli fosse rimasto illeso.
Da costei Girolamo apprese i principi di una solida cultura religiosa e morale, mentre dal padre, Paolo Filippo, i rudimenti della cultura letteraria e filosofica che poi perfezionò nell'ateneo patavino.

### Carriera
I motivi che spinsero Girolamo ad applicarsi nell'arte medica furono l'influenza del suo mentore, il medico veronese Girolamo della Torre, e il desiderio di mettersi al servizio dell'umanità. Durante gli anni universitari visse a casa di quest'ultimo dove ne conobbe i figli Giovanni, Marco, Antonio e Raimondo, dai quali apprese l'astronomia e l'anatomia. Tra i suoi colleghi più illustri vi furono Niccolò Copernico, con il quale ebbe modo di confrontarsi riguardo alle sue idee astronomiche, e Pietro Pomponazzi, maestro di filosofia aristotelica.

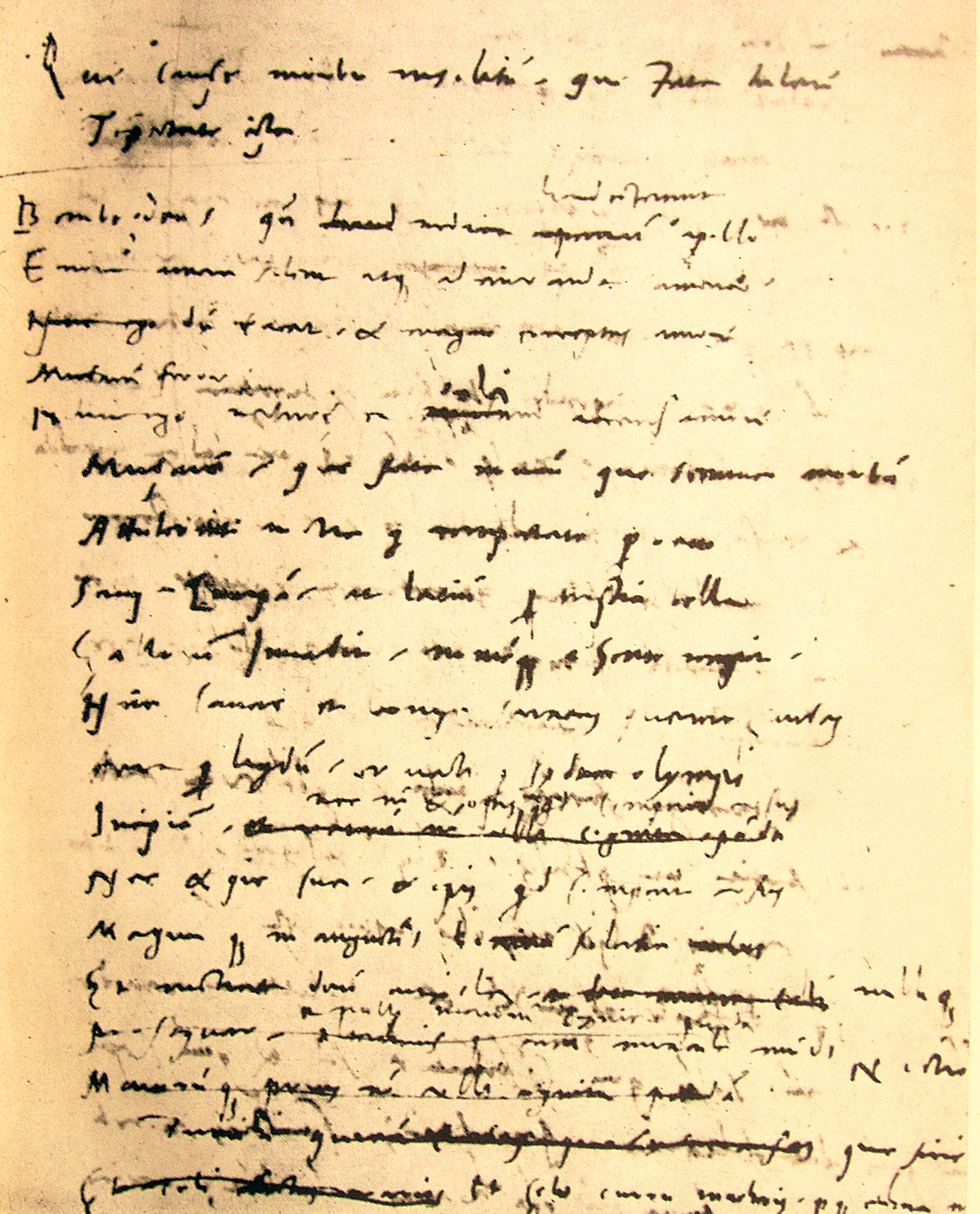
Foglio manoscritto di Fracastoro.

Appena laureato insegnò logica all'università degli Studi di Padova e sposò Elena Schiavi, da cui ebbe un figlio. Alla morte del padre fu costretto ad abbandonare la città a causa della chiusura dell'ateneo per la guerra tra la Repubblica di Venezia e l'imperatore Massimiliano. Durante il ritorno alla sua città natale incontrò Bartolomeo Aviano, uomo di lettere, che, colpito dalla sua cultura, lo indusse a entrare nell’Accademia friulana, un centro di cultura filosofico-letterario. Quando le truppe francesi raggiunsero il Veneto, Aviano andò a combattere e Fracastoro lo seguì come medico. Gli orrori della guerra furono ricordati da Fracastoro nel suo De Morbo Gallico. Dopo la guerra Fracastoro fece ritorno a Verona dove trovò la città distrutta e mise la sua arte medica al servizio del popolo. Egli curò indifferentemente ricchi e poveri senza pretendere onorario. In questo periodo cominciò ad alternare il soggiorno a Verona con la villeggiatura nel paese vicino Incaffi.
Fracastoro divenne il medico di fiducia di Gian Matteo Giberti e anche un assiduo frequentatore del suo circolo, l'Accademia Gibertina. Esortato da Giberti pubblicò il trattato astronomico "Homocentrica" che dedicò al pontefice Paolo III.

### Gli ultimi anni e la predizione dell'epidemia
All'età di cinquant'anni Fracastoro si ritirò dalla vita pubblica e dall'esercizio professionale al fine di dedicarsi più assiduamente agli studi.  Nel 1545 venne nominato da Paolo III medico archiatra del concilio di Trento, e questa nomina gli conferì grande agiatezza economica. Nel 1546 si sviluppò un'epidemia di tifo petecchiale e in tale occasione Fracastoro scrisse "De contagione et contagiosis morbis", predicendo una terribile epidemia per l'autunno del 1547. Considerata la fiducia che il concilio riponeva in Fracastoro, molti dei padri del concilio abbandonarono Trento temendo l'ondata da lui preannunciata.
Fracastoro morì nel 1553 per un impulso apoplettico, nella villa di Incaffi, mentre pranzava con i familiari. La salma venne portata a Verona e sepolta nella chiesa di Sant'Eufemia, ma le sue spoglie furono disperse dai francesi nel 1797 quando la chiesa fu trasformata in ospedale.

## Gli studi e l'attività

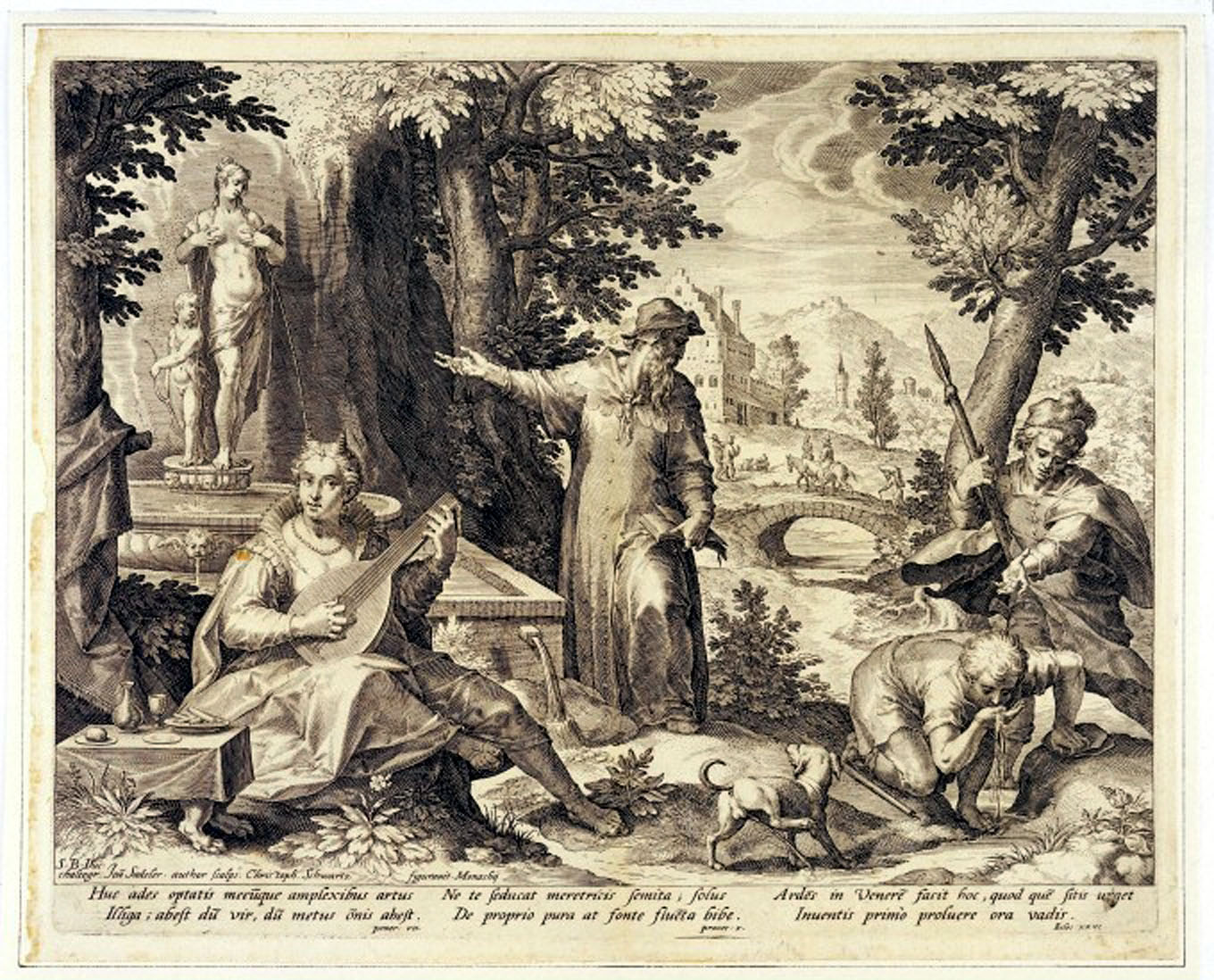
Illustrazione dal Syphilis (edizione del 1590 circa): Fracastoro avverte il pastore Sifilo del pericolo di contrarre la sifilide.

Genio universale, Fracastoro fu un pensatore eclettico, in cui si combinano gli indirizzi dell'aristotelismo e del neoplatonismo propri della filosofia e della medicina rinascimentali, che egli si propose di rinnovare.

### Contributi alla medicina
Ritenuto uno dei fondatori della moderna patologia, fu il primo a ipotizzare e verificare che le infezioni siano dovute a germi portatori di malattie, con la capacità di moltiplicarsi nell'organismo e di contagiare altri, attraverso la respirazione o altre forme di contatto.
Nella sua bibliografia scientifica sono presenti: Syphilis sive de morbo gallico sotto forma di poemetto in esametri, scritto nel 1521 ma pubblicato nel 1530 e il trattato "De contagione et contagiosis morbis" del 1546. Fracastoro viene considerato il padre della teoria del «contagio vivo», che lo rende un precursore di Bassi, Pasteur e Koch.
Il valore dei suoi scritti venne riscoperto nell'Ottocento quando Armand Trousseau, il maggior esperto di clinica francese, che prediligeva il ruolo naturale dell'autoguarigione rispetto agli studi chimici di Pasteur, affermò di constatare la corrispondenza degli scritti frastoriani con le proprie ricerche in campo sperimentale. Fracastoro d'altronde guardava con entusiasmo anche ai precursori dell'arte medica, esortando allo stesso tempo a progredire nelle scoperte scientifiche.

### La dottrina
Il concetto alla base della sua dottrina è l'esistenza di una forza universale unica ed uguale per tutti i corpi che, sebbene diversa nelle modalità di azione, induce le particelle elementari delle cose a rimanere unite ed aderenti fra loro.
Questa forza di attrazione macrocosmica si esplica anche nel microcosmo umano, all'interno del quale deve poter agire in modo naturale, affinché si mantenga un sano equilibrio organico (eucrasia) in cui consiste la salute. Se tale equilibrio venisse alterato ne risentirebbero gli organi e le attività fisiologiche causando la malattia dell'intero organismo, come sosteneva anche la dottrina ippocratica. Egli si interessò, in particolare, della sintomatologia delle malattie contagiose.
Fracastoro sostenne che prima di qualsiasi intervento fosse necessaria un'esatta e rigorosa conoscenza del soggetto, specialmente dal punto di vista fisico e dell'ambiente in cui egli viveva, di modo che si potesse conoscere appieno il malato e le sue abitudini. Insegnò a dover tener presente i caratteri principali della malattia e i suoi modi di manifestazione con le sue più evidenti localizzazioni. Nel dialogo "Turrius sive de intellectione" affrontò anche il problema della localizzazione cerebrale dopo aver descritto quale riteneva dovesse essere la sede dell'intelligenza. Iniziò anche a scrivere un trattato di farmacologia inerente alle proprietà e alle qualità delle varie sostanze usate come medicamenti, inserendo varie notizie di fisica e chimica biologica applicata alla patologia e alla materia medica.

### De sympathia et antipathia rerum

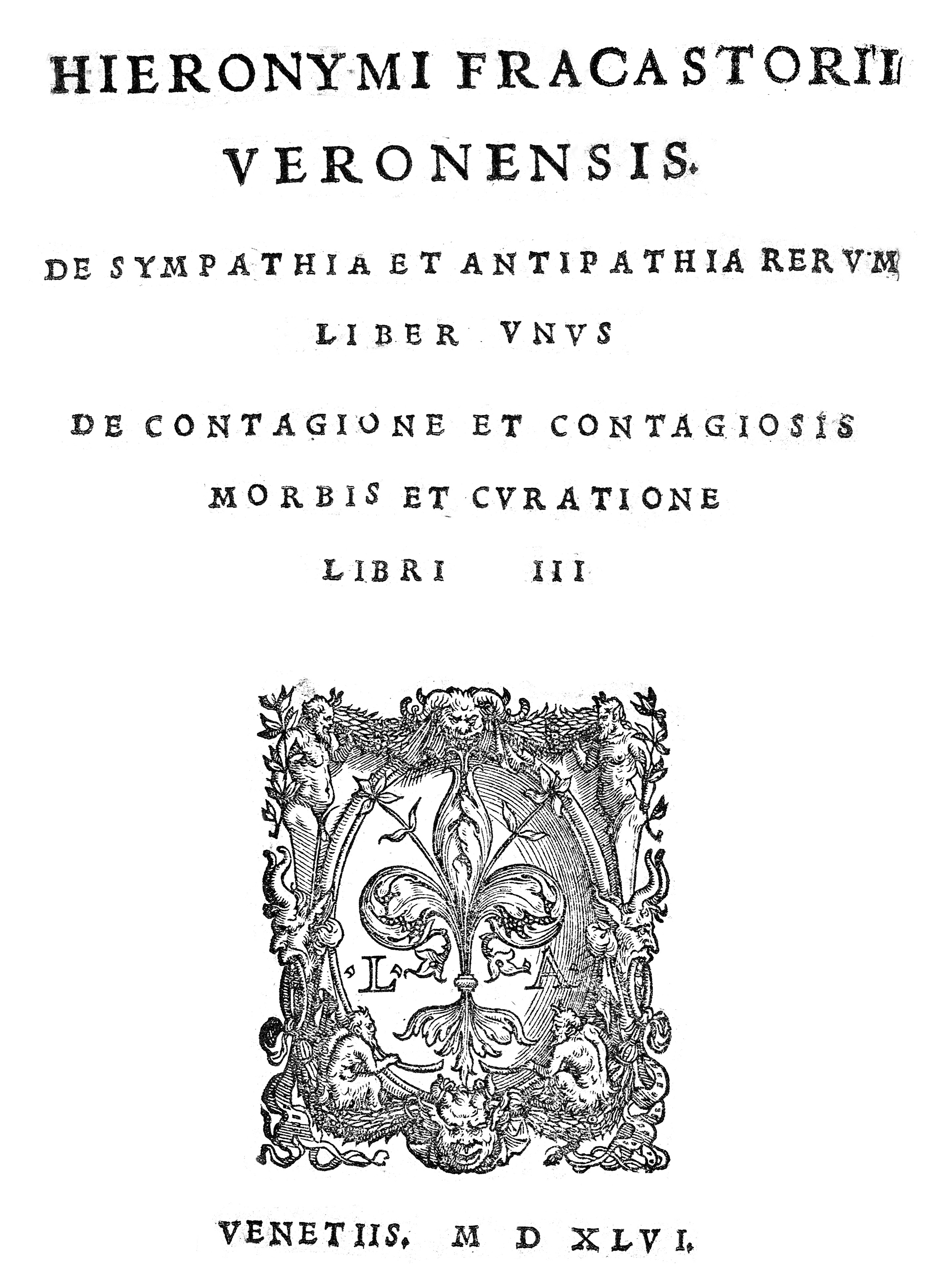
De sympathia et antipathia rerum

"De sympathia et antipathia rerum" è l'opera fondamentale per la comprensione di tutto il pensiero di Fracastoro, non solo relativamente alla dottrina dei contagi, ma riguardo la complessiva dottrina patologica e le leggi fondamentali della materia inorganica. In essa descrisse le varie attività degli elementi più semplici che costituiscono i corpi e gli organi, nonché quelli che sono contenuti negli umori organici.
Associato dalla letteratura medico-filosofica all'atomismo di Democrito, Epicuro e Lucrezio, egli ne prende in realtà le distanze per concepire un corpuscolarismo che nega l'esistenza del vuoto, ed è inserito in una cosmologia dominata da forze simpatetiche, vigenti tra le diverse specie spirituali.
Pur associandosi in questo a Galeno, ne contesta gli eccessi con cui era stato rielaborato.
Contribuì a sviluppare il criterio di "analogia di natura" secondo cui gli agenti infettivi possono infettare tessuti, organi ed umori di piante e animali. Egli spiegò la trasmissione dei contagi ricorrendo alle forze universali di simpatia («consenso») e antipatia («dissenso») non solo tra soggetti differenti, ma anche fra due parti dello stesso soggetto; mentre con la varietà della natura degli agenti infettivi spiegò perché alcune infezioni avvenissero solo per contatto diretto, tramite veicoli di contagio oppure a distanza per mezzo dell'aria. I due capitoli sul tifo esantematico testimoniano come Fracastoro, seguendo sempre il suo metodo, abbia trovato il modo di semplificare i quadri clinici delle infezioni di questa malattia.

### Contributi astronomici
Fracastoro fu considerato il precursore di Copernico, tanto che scrisse un trattato sulle sfere omocentriche. In questa sua opera intitolata Homocentrica criticò l'innaturalità del sistema astronomico di Tolomeo, prendendo posizione in favore della più antica cosmologia aristotelica.

### Opere filosofiche
Fracastoro fu un filosofo umanista che considerava la filosofia e la poesia le uniche arti degne dell'uomo. Fece parte del periodo di passaggio tra la filosofia medievale e quella moderna, diventando uno dei pionieri della figura dello scienziato-filosofo che rifiuta di postulare o escludere a priori ciò che pareva non veritiero, esaminando scientificamente i dati a sua disposizione.
A differenza di altri filosofi, che si dedicarono esclusivamente alla fede o alla scienza, egli  «volle vedere e vide nelle verità scientifiche e nelle sinfonie della natura la rivelazione delle verità divine avendo ben compreso che tutti i misteri della religione dovevano essere collegati a una spiegazione sufficiente di quell'universo le cui bellezze erano per il naturalista motivo di tanto entusiastica ammirazione».
Le sue opere filosofiche videro le stampe solo nel 1551. Le più importanti furono tre dialoghi: "Naugerius sive de poetica", "Turrius sive de intellectione" e l'incompiuto "Fracastorius sive de anima", sulla poetica, sull’intelletto e sull’anima, a cui va aggiunto un quarto dialogo carente della quarta parte in cui Fracastoro sembra spiegare la libertà umana e la predestinazione.

### Opere letterarie

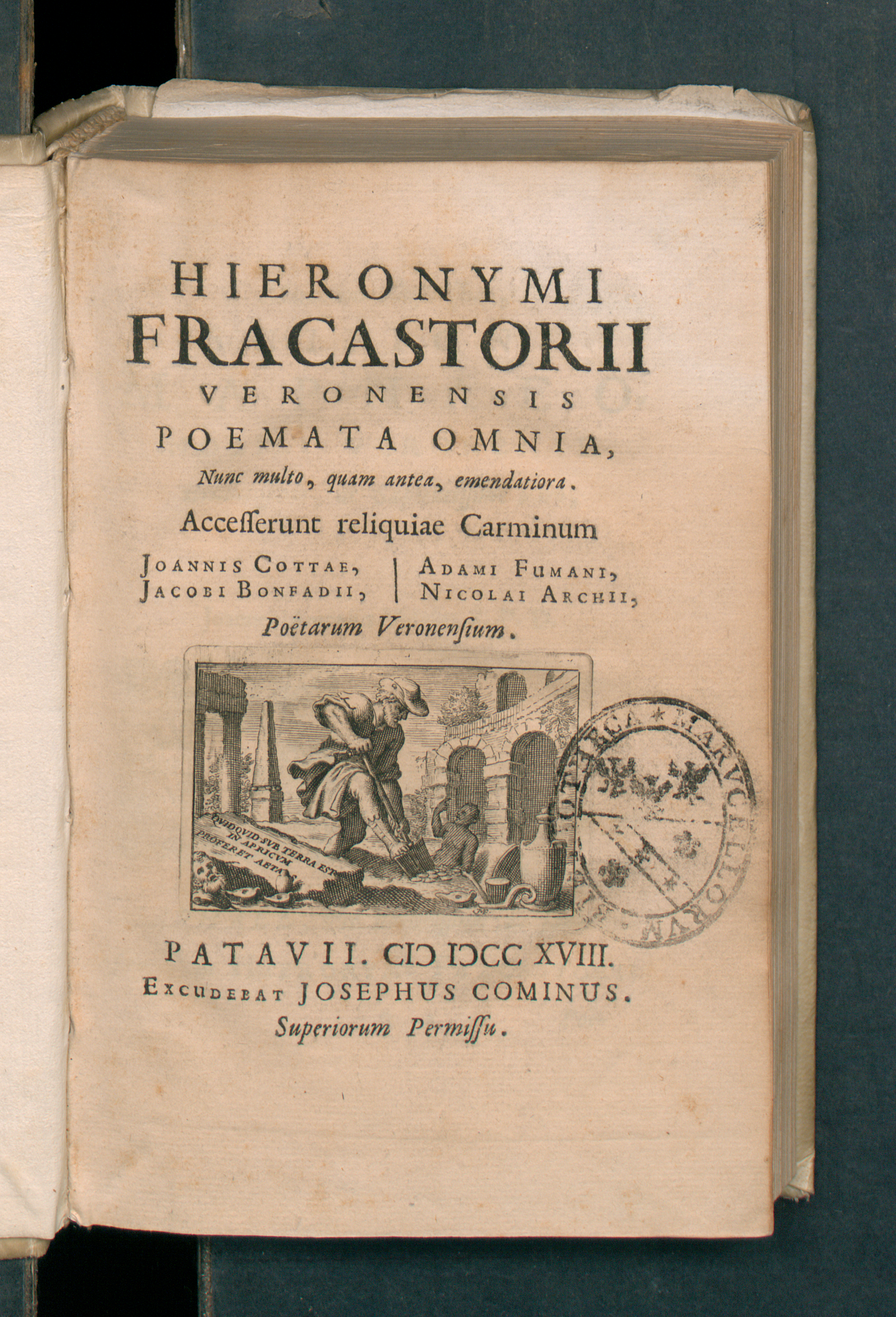
Poemata omnia di Fracastoro (1718)

Tra le opere letterarie di maggiore importanza di Fracastoro vi sono il poema sulla sifilide, il De morbo gallico, più altre minori come quelle scritte per Marcantonio della Torre e Francesco della Torre, per la scomparsa dei figli Paolo e Giulio, per il Cardinale Alessandro Farnese, per Giulio II, al vescovo Gian Matteo Giberti, Margherita di Valois e agli amici Flaminio e Florimonte.
A ciò si aggiunge anche un’esigua produzione in prosa, testimoniata da un poemetto di 180 endecasillabi intitolato Alcon, che inizia con una celebre frase in latino che compare in tutte le opere di Fracastoro: «Priscae virtutis, Romani et sanguinis haeres». Verso la fine del poemetto egli descrive la cura da somministrare in caso di morsi di cani rabbiosi, senza però aggiungere l’applicazione di una sostanza caustica che era capace di penetrare in profondità e rimarginare la ferita come aveva scritto nel suo trattato De contagione.
Nel De morbo gallico il poeta descrive la sifilide ed espone la sua dottrina sui contagi, tuttavia sembra che quest'ultima non fu la principale tematica dell’opera, ma divenne un modo per indagare la sofferenza umana. Il poema è ricco di fiabe mitologiche secondo il modello di Virgilio e Lucrezio.

## Fama e cultura di massa

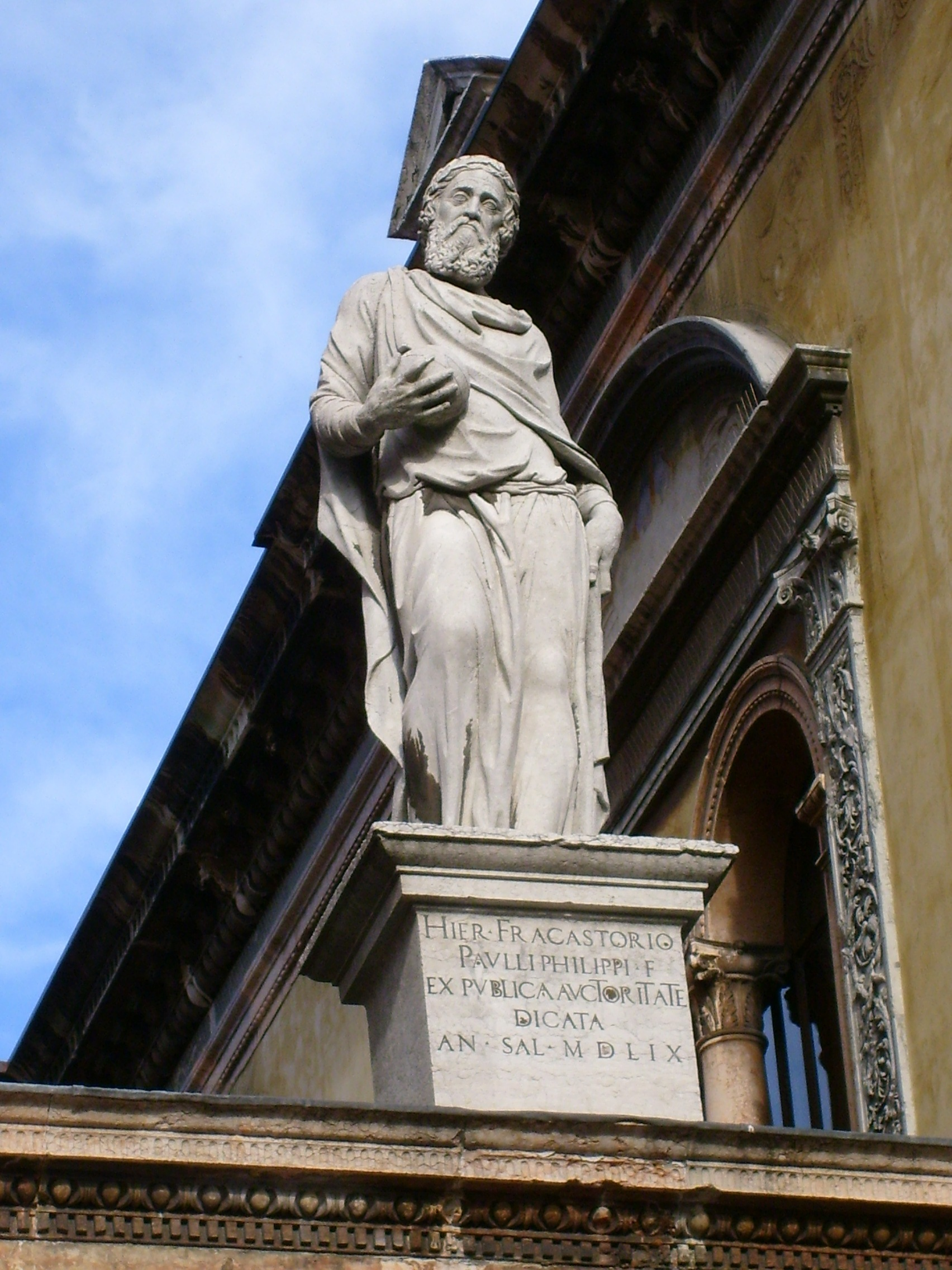
Statua dedicata a Fracastoro in Piazza dei Signori, Verona

A Fracastoro è dedicata una statua posta su un arco alla fine di via Fogge a Verona, che da nord si innesta in Piazza dei Signori (comunemente detta anche Piazza Dante). La statua rappresenta la sua figura intera con in mano il mondo, che il popolo del tempo ha ribattezzato la bala de Fracastoro, dove bala è il termine veneto che indica palla. La bala è legata ad una profezia: cadrà sulla testa del primo galantuomo che passerà sotto. Finora non è mai successo. Il popolo di Verona usava questa storia per sbeffeggiare gli uomini del potere.
Girolamo Fracastoro compare in una delle avventure di Dago, personaggio di un fumetto argentino creato da Robin Wood e Alberto Salinas, con il nome di Giroldano (nel n.10 anno XIV del mensile). Nel racconto il medico interroga una prostituta in cerca di informazioni per il suo poema sulla sifilide.
Gli è stato dedicato un cratere sulla Luna.

## Opere
- Alcon, 1553
- De contagione et contagiosis morbis et curatione libri tres, 1546
- De sympathia et antipathia rerum, Lugduni: N. Bacquenoys per Gulielmum Gazeium, 1550
- Fracastorius sive de Anima, 1555
- Girolamo Fracastoro, Homocentrica, Venetiis, [s. n.], 1538.
- Naugerius sive de Poetica, 1553-1555
- Syphilis sive de Morbo gallico, 1530
- Turrius sive de intellectione, 1478-1553
- (LA) Girolamo Fracastoro, [Opere], Venetiis, apud Iuntas, 1574.
- (LA) Girolamo Fracastoro, [Opere. Poesia], Patavii, excudebat Josephus Cominus, 1718.
- De sympathia et anthipathia rerum, trad. it. di Concetta Pennuto, Edizioni di storia e letteratura, 2008 ISBN 978-8884983831.